# Акаиси
Акаи́си (яп. 赤石山脈 акаиси саммяку) — высочайший горный хребет Японии, расположен в центре острова Хонсю, на территории префектур Нагано, Яманаси и Сидзуока. Самая высокая точка — гора Кита высотой 3193 м. Является частью японских Альп, благодаря чему получил прозвище южные японские Альпы (яп. 南アルプス минами арупусу); кроме него в состав японских Альп входят хребет Хида, «северные Альпы», и хребет Кисо, «центральные Альпы».
Название хребет получил по одноимённому притоку реки Ои, который, в свою очередь, был назван по обилию красных камней на берегу. Реки Ои и Тэнрю текут с гор Акаиси в Тихий океан.
Выше линии роста деревьев произрастают альпийские растения, в частности, кедровый стланник; там проживают тундряная куропатка и кедровка. Ниже, на лесистых склонах, обитают японский сероу и пятнистый олень. Эндемиком горы Кита является каллиантемум hondoense. Горные леса подвергались вырубке (в основном пострадали кедры, сосны, кипарисы и тсуги), компания Oji Paper обезлесила множество участков, используя местную древесину для производства бумаги.
Акаиси образовался в ранний миоцен и растёт со скоростью 4 мм в год, сминая находящийся неподалёку разлом (хребет расположен к западу от зоны разломов Итоигава — Сидзуока). Почти все высочайшие вершины хребта находятся в национальном парке Южные Альпы, основанном 1 июня 1964 года.
| Изображение | Название | Высота | Изображение | Название | Высота |
| ----------- | -------- | ------ | ----------- | -------- | ------ |
|             | Кита     | 3193 м |             | Аино     | 3189 м |
|             | Аракава  | 3141 м |             | Акаиси   | 3120 м |
|             | Сиоми    | 3047 м |             | Сэндзё   | 3033 м |
|             | Нотори   | 3026 м |             | Хидзири  | 3013 м |
|             | Каикома  | 2967 м |             | Хо       | 2840 м |
|             | Нокогори | 2685 м |             | Тэкари   | 2591 м |

Через Акаиси протекают реки Фудзи, Тэнрю и Абэ.
Также хребту принадлежит активный вулкан Сига.